# Aignish
Aignish (schottisch-gälisch: Aiginis) ist eine Streusiedlung auf der schottischen Hebrideninsel Lewis and Harris, konkret auf Lewis, dem Nordteil der Doppelinsel. Sie liegt am Westende der Halbinsel Eye nahe der Landenge, die Eye mit Lewis verbindet. Stornoway, die Hauptstadt der Insel, liegt rund fünf Kilometer westlich.

## Geschichte
Bereits der Heilige Cathan, ein Zeitgenosse des Heiligen Columban errichtete im sechsten oder siebten Jahrhundert eine Kapelle an diesem Ort. Später wurde die St Columba’s Church erbaut, die als Denkmal der Kategorie A klassifiziert war. Des Weiteren ist sie als Scheduled Monument geschützt. Man geht davon aus, dass sie aus dem 14. Jahrhundert stammt und im 15. oder frühen 16. Jahrhundert erweitert wurde. Im Jahre 1829 wurde der letzte Gottesdienst in der Kirche abgehalten. Küstenerosion bedrohte das heute nur als Ruine erhaltene Bauwerk, weshalb die Küste an diesem Abschnitt stabilisiert wurde. Im Jahre 1971 wurden in Aignish 103 Einwohner gezählt.

## Verkehr
Aignish ist direkt an der A866 gelegen, die von Stornoway bis an das Nordostende von Eye führt. Der Stornoway Airport liegt drei Kilometer westlich von Aignish.